# Pál Széchényi

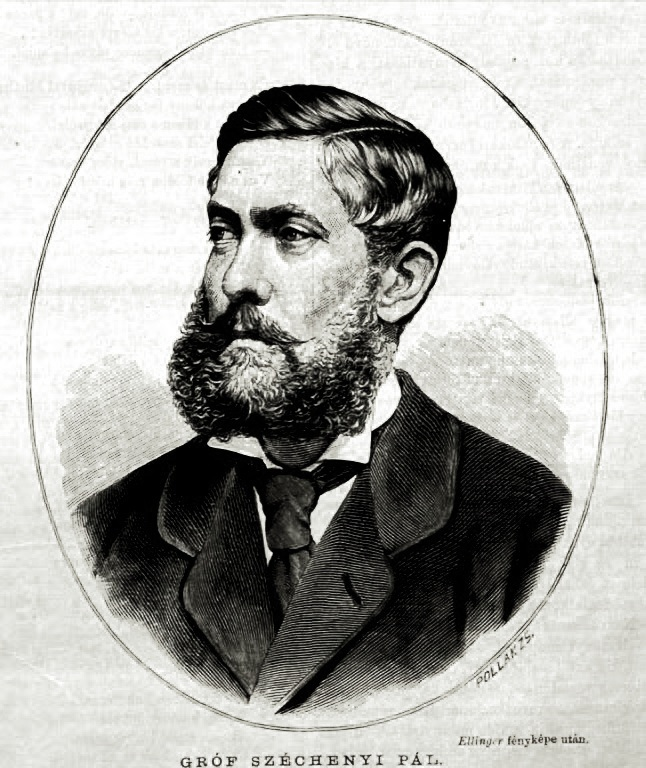
Pál Széchényi

Pál Graf Széchényi von Sárvár und Felsővidek (* 6. November 1831 in Gyöngyösapáti; † 28. Oktober 1901 in Budapest) war ein ungarischer Politiker und Minister für Ackerbau, Gewerbe und Handel.

## Leben
Pál Széchenyi wurde in eine alte ungarische Adelsfamilie geboren. Nach Besuch der Schule in Nagyszombat und des Priesterseminars in Esztergom, war Széchényi 1857/58 Hospitant an der bayerischen landwirtschaftlichen Zentralschule in Weihenstephan. Auf seinem Gut im Komitat Somogy beschäftigte sich Széchényi intensiv mit der Landwirtschaft und gründete in Nagyatád einen Landwirtschaftsverband. 1875 wurde er für den Wahlbezirk Marcali im Komitat Somogy Abgeordneter des ungarischen Reichstags. Im Folgejahr wurde er zum Vizepräsidenten des Ungarischen Landwirtschaftsverbands gewählt. 1882 wurde er Mitglied der Liberalen Partei und im selben Jahr Minister für Ackerbau, Gewerbe und Handel im Kabinett von Kálmán Tisza. In dieser Position veranstaltete er 1885 eine Landwirtschaftsausstellung, für die ihn König Franz Joseph I. mit dem Orden der Eisernen Krone I. Klasse auszeichnete.